# Мешхеде-Фирузкух
Мешхеде-Фирузкух (перс. مشهدفيروزكوه‎) или Мешхед (перс. مشهد‎) — село на севере Ирана, в остане Тегеран. Входит в состав шахрестана Демавенд. Является частью дехестана (сельского округа) Эбершиве бахша Меркези.

## География
Село находится в восточной части остана, в долине реки Деличай, к югу от автодороги 79, на расстоянии приблизительно 38 километров (по прямой) к востоко-юго-востоку от города Демавенд, административного центра шахрестана. Абсолютная высота — 1655 метров над уровнем моря.

## Население
По данным переписи 2006 года население села составляло 154 человека (79 мужчин и 75 женщин). В Мешхеде-Фирузкухе насчитывалось 54 домохозяйства. Уровень грамотности населения составлял 58,,4 %. Уровень грамотности среди мужчин составлял 68,4 %, среди женщин — 48 %.
В 2016 году в селе имелось 64 домохозяйства и проживало 139 человек (72 мужчины и 67 женщин).
Среди жителей распространён язык тати.